# Skärholmen

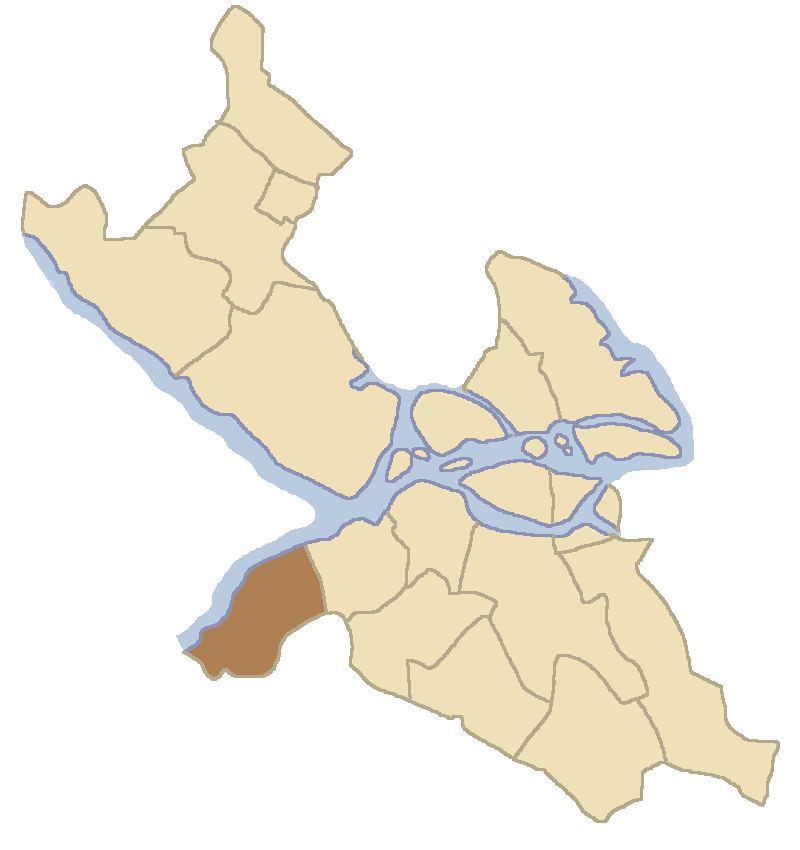
Localização de Skärholmen dentro de Estocolmo

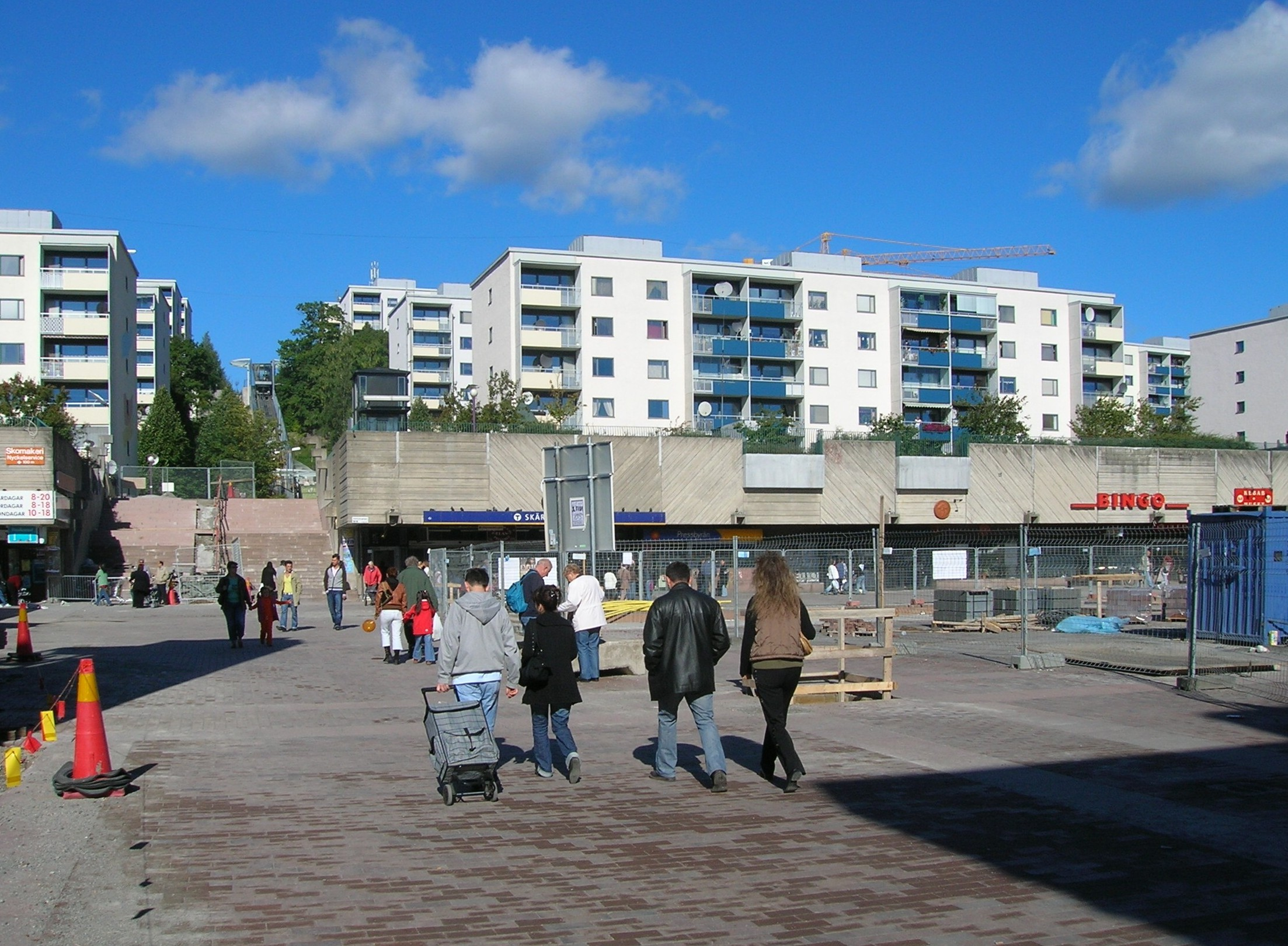
A praça Skärholmstorget.

Skärholmen é um bairro da cidade de Estocolmo, situado na zona de Söderort e integrado na comuna de Estocolmo. Faz fronteira com Sätra, Vårberg, Segeltorp, Kungens kurva e Vårby. Distribui-se por 189 hectares de supefície terrestre e 4 hectares de água. A distância à praça Gustav Adolfs torg, no centro de Estocolomo, é de 12,8 quilómetros.
Skärholmen situa-se no canto sudoeste da cidade, pertencendo à linha vermelha do Metropolitano de Estocolmo.
Cerca de 41% dos habitantes de Skärlholmen são de origem estrangeira, o que torna o bairro um dos mais multiculturais da cidade.

## História
A zona que hoje constitui Skärholmen pertenceu até 1963 à comuna de Huddinge. A partir dessa data, foi incorporada em Estocolmo. Até essa altura, era uma terra pouco habitada, com uma paisagem de bosque.
Em 1963, o Miljonprogrammet, um programa de construção de casas sociais ambicioso do governo sueco de então, abrangeu esta zona, tendo sido levada a cabo a construção de inúmeros prédios de betão.
Em 1967, foi inaugurada a estação do metropolitano.
Em 1968, foi inaugurado o centro do bairro, com duas praças e um sistema de ruas pedonais, debaixo das quais se situa o metropolitano. Conta hoje com uma igreja, duas mesquitas, escritórios, um pavilhão desportivo, assim como um dos maiores centros comerciais da Suécia.

## Estação do metropolitano
A estação de Skärholmen pertence à linha vermelha e situa-se entre as estações Sätra e Vårberg. Encontra-se na praça Skärholmstorget, a cerca de 5 metros de profundidade, distando 11,7 quilómetros da estação de Slussen.
Foi inaugurada em 1º de março de 1967, como a 64ª estação. Encontra-se decorada com 23 imagens da autoria de Ulf Wahlberg, datando de 1990.